# Coppelius
Coppelius — берлинская группа, исполняющая метал при помощи ударных, контрабаса, виолончели и кларнета. Известность пришла к ним 28 сентября 2002, на прощальном концерте группы The Inchtabokatables, где Coppelius играли на разогреве.
Но по словам музыкантов, все они родом из XVIII века, тогда же и была основана группа. Эта легенда поддерживается и в интервью, и на веб-сайте, где почти нет достоверной информации о группе. Например, на официальном сайте можно найти «Расписание концертов в выписках за 1803—1954 год». Во время проведения концертов Coppelius остаются верны своему стилю в одежде (сюртуки, стоячие воротнички, фраки и цилиндры) и выступают с лакеем и абсентом. Публика приноравливается, надевая похожую одежду и заменяя традиционное «Zugabe!»(на бис!) на более подходящее по стилю «Da Capo!» (то же самое, только на итальянском). Атмосферные выступления — фирменный знак и одна из причин популярности группы.

## Название
Название группы — это отсылка к одноименному персонажу Эрнста Гофмана, у которого он появляется в различных рассказах и романах, например, в известной сказке «Песочный человек». Ссылки на произведения Гофмана также присутствуют во многих песнях группы.

## История
Граф Каспар: 
Coppelius – это никакой не проект, это - капелла. Проекты подвержены моде, постоянно изменяются со временем и не имеют стиля. А Coppelius с 1815 года играют на усиленной громкости, и в следующие 200 лет ничего не изменится.
Согласно версии музыкантов, их первая встреча произошла на премьере «Волшебной флейты» Моцарта 30 сентября 1791 года в венском театре «Ауф дер Виден» — они оказались в одной ложе. Два года спустя участники Coppelius встретились снова — на казни французского короля Людовика XVI. Эта встреча не была случайной — по слухам, её назначили герр Восс и граф Каспар, чтобы доказать Нобусаме, японскому коллеге, что обычай казни существует не только в Японии. Музыкантам не понравилось сопровождение сего мероприятия. С этого момента, они решили внести что-то абсолютное новое в музыку того времени.
Уже во время венской встречи Макс Коппелла и граф Линдорф были знакомы несколько лет. Бастилия (Bastille), получивший место у графа Линдорфа благодаря хорошим рекомендациям, бежал из Франции во время Великой французской революции.
О графе Линдорфе говорили, что он увлекался путешествиями. Они завели его в феодальную Японию, где он смог убедить Нобусаму — нынешнего барабанщика коллектива — присоединиться к Coppelius вместо того, чтобы зарабатывать себе славу одинокого самурая.
Украдкой пробравшись на борт голландского торгового судна, Нобусама сошел на берег в Европе, где был представлен графом Линдорфом остальным участникам Coppelius. Граф Каспар прибыл из Парижа, где был дирижером Парижской оперы. Ему пришлось оставить этот пост и срочно уехать из страны из-за расхождений во мнениях с директором оперы. По словам графа, против него была замышлена подлая интрига, которая чуть не стоила ему головы. Скоро он встретил остальных музыкантов Coppelius, которые стали впредь его постоянными компаньонами.
Господин Зисси Восс — если верить утверждению его товарищей — самый молодой из музыкантов. Говорят, именно он уладил споры насчет того, нужно ли на первом концерте (1803 год) выступать в головных уборах или лучше без них: «С нашими шляпами, господа, нас всегда узнают. Но давайте пошлем к черту эти раздражающие парики!». Кроме того, вскоре после прибытия Нобусамы в Европу, он не допустил, чтобы тот пал жертвой дуэли, вызвав на бой самого зачинщика.
С самого начала существования у капеллы появилась оппозиция, называвшая их стиль и выступления «скандальными» или даже «проделками дьявола» и чинившая препятствия коллективу — так музыканты объясняют тот факт, что первое значительное выступление Coppelius состоялось лишь в 1803 году. Кроме того, как и впоследствии, сами участники группы часто были причиной срыва концертов: Нобусама испытывал трудности в первые годы своего пребывания в Европе; господин Восс вынужден был проводить специальные тренировки для правой руки, так как страдал из-за воспаленных после пиццикато пальцев; господин Коппелла увлечен химией и имел привычку добавлять в напитки недавно изобретенные вещества, чтобы проверить их действие — к сожалению, не все они оказывали положительный эффект, а герр Коппелла проводил свои исследования слишком часто; графу Каспару — несомненно, самому чувствительному участнику группы — случается впасть в меланхолию; Граф Линдорф потерял немало времени из-за романа с красавицей по имени Олимпия, хотя обратный эффект на деятельность группы имели его разъезды по Европе и появление связей, которые нередко помогали организации выступлений. Успеху так же способствует Бастилия, по сей день выполняющий свои обязанности с чувством долга, делая современную жизнь сносной для музыкантов.

Первое турне Coppelius состоялось в 1815—1822 годах. В те времена это длительное путешествие по Европе было трудным из-за плохих дорог, неудобных экипажей, непогоды и бесчисленных таможеных постов. Не желая вдаваться в подробности, музыканты любят припоминать: 
Мы бы не смогли рассказать все забавные случаи, которые произошли с нами тогда. Множество раз нам удавалось довести публику до истерии и едва ли не разрушить концертные залы.

Дружба с Эрнстом Гофманом много значила для Coppelius. По словам музыкантов, они и Гофман были друзьями детства и часто играли вместе. Дети, бывало, бросали ему песок в глаза — это повлияло в дальнейшем на творчество Гофмана. Только когда имя «Coppelius» появилось в сказке Песочный человек, господа осознали, что они сделали с Гофманом. Граф Линдорф говорит: 
Мы не ожидали, что «Песочный человек» будет ассоциироваться с нами. Однако, мы не расстроены.

Также необходимо упомянуть Бетховена. Утверждения музыкантов расходятся с тем фактом, что композитор оглох в 1800 году: 
В один прекрасный день доктор Людвига внезапно запретил ему ходить на наши концерты,
 — заявляет Макс Коппелла.
В 1815 году состоялся концерт, который сегодня можно назвать ключевым событием в истории рока — музыканты играли на поле боя Ватерлоо. Во время этого легендарного выступления была понята важность электрического усиления, потому что акустические инструменты практически не могли перекрыть шум битвы. Для разрешения этой проблемы, граф Линдорф и граф Каспар предприняли путешествие по Италии. Там им удалось познакомиться с физиком Ладзаро Спалланцани, который помог усилить звучание их инструментов. С того момента было возможно не только контролировать звук на полях сражений, но и достигать самый дальних рядов все увеличивающихся концертных залов. На концерте 1851 года в Лондоне, несмотря на — или, может, как раз из-за него — скандальное обращение с классическими инструментами, зал был полон.
Благодаря знакомству с директором немецкого Патентного бюро, Coppelius давали многочисленные концерты в честь выдачи патента тому или иному изобретению. Часто на этих концертах публики было очень немного. У музыкантов эти концерты ассоциируются с приятными воспоминаниями. Забавный случай на одном из бесчисленных концертов: 25 июля 1892 года Coppelius играли в честь основания футбольного клуба BFC Hertha 92. Это был безветренный день, но музыка Coppelius заставила флаги фанатов развеваться. Во время матча, мяч попал в контрабас Зисси Восса и сломал его на две части. Однако, поклонники нашли ещё один контрабас, воплотив в жизнь лозунг «Coppelius поможет!»
В 2003 году Coppelius вышли в финал Emergenza — крупнейшего конкурса для независимых музыкантов, состоявшегося в Берлине. Группа стала лидером зрительского голосования, но, по решению жюри, получила только второе место. В 2003 и 2004 Coppelius появляются на разогреве на разогреве Mila Mar, Mutabor, Fiddler’s Green, Nik Page, Tanzwut, Subway to Sally и Uriah Heep. Выпущенный в 2005 году демо-альбом To My Creator дополняется первым видео группы на песню I Get Used To It. Тогда же капелла поддерживает Subway to Sally в туре по Германии, в феврале и марте 2006 года дает совместные концерты с Letzte Instanz. Сверх того, в 2006 Coppelius отыграли более 40 концертов, как в Берлине так и за его пределами, в качестве основной группы. В апреле 2007 в клубе Maschinenhaus der Kulturbrauerei группа представила видео на песню Morgenstimmung. В этом же году Coppelius выступали на фестивале Wave-Gotik-Treffen. Летом 2007 группа подписала контракт с Fame Recordings и 21 сентября был выпущен дебютный альбом Time-Zeit. Весной 2009 увидел свет второй альбом, Tumult!, в презентации которого участвовали B.Deutung, Frau Schmidt и Eric Fish. 29 октября 2010 года появился третий альбом — Zinnober.

## Стиль музыки
Сами музыканты на билетах обозначают свою музыку как «Kammer-Core из 19-го столетия» или, намекая на «Heavy Metal», как «Heavy Wood». Музыка Coppelius создана под влиянием Iron Maiden, Apocalyptica и Эдварда Грига. Особенность группы состоит в использовании кларнетов, виолончели и контрабаса, звучание которых часто сильно искажено, вместо электро- и бас-гитар. Тексты группы испытали сильное влияние Гофмана и описывают впечатления музыкантов о современном мире, современном человеке и повествуют о романтических страшных историях.

## Дискография

### Демозаписи
- 2003: Coppelius
- 2004: 1803
- 2005: To My Creator

### Студийные альбомы
- 2007: Time-Zeit
- 2009: Tumult!
- 2010: Zinnober
- 2013: Extrablatt!
- 2015: Hertzmaschine
- 2019: Kammerarchiv
- 2023: Abwärts

### Синглы
- 2011: Ma Rue A Moi (Wer Großes leistet)
- 2020: Locked In
- 2022: Bloodline

### Видеография
- 2005 — I Get Used To It
- 2006 — Morgenstimmung
- 2010 — Habgier
- 2010 — Schöne Augen (Live)
- 2010 — Die Glocke
- 2011 — Risiko
- 2011 — Der Advokat (Live)
- 2012 — I Told You So
- 2013 — Spieldose